# Tevfik Rüştü Aras
Tevfik Rüştü Aras (Çanakkale, 1883 - Istambul, 5 de janeiro de 1972) foi um político e diplomata turco. Foi vice-ministro das Relações Exteriores entre 1925 e 1938 sob a presidência de Mustafa Kemal Atatürk, e presidente da Assembleia-Geral da Sociedade das Nações em 1937.
Tevfik Rüştü Aras estudou medicina em Beirute. Trabalhou como médico em Izmir, Istambul e Salónica. Ingressou no Comité para a União e o Progresso e conheceu Mustafa Kemal Atatürk, o futuro fundador da República da Turquia.
Em 1918, integrou o Alto Comissariado da Saúde. Ao mesmo tempo, casou com a jornalista Evliyazade Makbule, de uma família rica de Izmir.
A Grande Assembleia Nacional da Turquia (TGNA) foi aberta em 1920. Aras foi eleito para o parlamento por Muğla. No seu primeiro período como deputado, foi nomeado para o Tribunal da Independência de Kastamonu. No outono de 1920, tornar-se-ia um dos fundadores do Partido Comunista da Turquia. Tevfik Rüştü visitou a República Socialista Federativa Soviética Russa com Ali Fuat Cebesoy, quando Cebesoy foi nomeado embaixador em Moscovo. Serviu como membro do parlamento (por Izmir) no segundo, terceiro, quarto e quinto períodos do TGNA, entre 1923 e 1939.
Quando a Lei de Manutenção da Ordem foi efetivada em 4 de março de 1925, era ele o Ministro de Relações Exteriores do terceiro governo de İsmet İnönü. Permaneceu no cargo mantendo a sua posição em todos os governos até à morte de Atatürk em 1938. Implementou a política externa de Atatürk, manteve boas relações com os países vizinhos e oposição às potências hegemónicas. Visitou a Rússia três vezes a convite de Maxim Litvinov, Comissário do Povo para os Negócios Estrangeiros da União Soviética. Essas visitas ocorreram em 1926 (Odessa) e em 1936 e 1937 (Moscovo).
Aras foi eleito presidente da Sociedade das Nações durante a Sessão Especial da Assembleia Convocada com o Propósito de Considerar o Pedido do Reino do Egito para Admissão na Sociedade das Nações em Genebra, de 26 a 27 de maio de 1937. Foi nomeado embaixador no Reino Unido em 1939 e ficou em Londres durante três anos e meio. Aposentou-se em 1943 e publicou algumas histórias na imprensa de Istambul (especialmente no jornal Tan). Apoiou o estabelecimento do Partido Democrata e assumiu o cargo de presidente do conselho do Turkiye Is Bankasi, um banco turco.
Os discursos que proferiu durante o seu período ministerial foram reunidos num livro chamado "10 Anos em Busca de Lausanne" (turco: Lozan'ın izlerinde 10 yil) pelo Sr. Numan Menemencioglu em 1937. Também reuniu as suas histórias (publicadas entre 1945 e 1963) num livro chamado "Görüşlerim" (as minhas opiniões).
Morreu em 5 de janeiro de 1972 em Istambul, e foi sepultado no cemitério Aşiyan Asri.

## Papel no genocídio arménio
Aras era cunhado de Nazim Bey, um dos principais organizadores do genocídio arménio. Tevfik Rüştü Aras tornou-se inspetor-geral dos serviços de saúde e recebeu a tarefa de destruir os corpos das vítimas arménias do genocídio.  Organizou o descarte de cadáveres de arménios com milhares de quilos de cal por seis meses. Os corpos foram despejados em poços que depois foram preenchidos com cal e selados com o solo. Tevfik Rüştü Aras recebeu seis meses para concluir a tarefa, após o que retornou a Constantinopla. H.W. Glockner, prisioneiro de guerra britânico, escreveu em suas memórias que viu os corpos de armênios assassinados em Urfa jogados em grandes valas e cobertos de cal, exatamente como Tevfik Rüştü Aras foi instruído a fazer.